# Jean Thiam

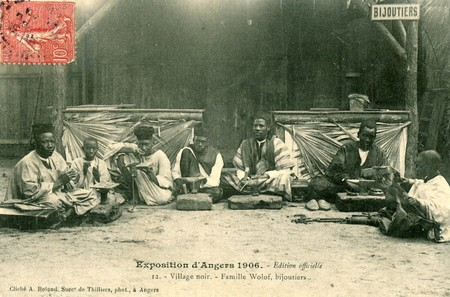
Jean Thiam (troisième en partant de la droite), dans le village noir de l'Exposition d'Angers 1906.

Jean Thiam est un chef-recruteur d'artistes de toute l'Afrique de l'ouest. Parmi eux des musiciens, des danseurs, des chanteurs et ceux qui faisait du théâtre et de l'artisanat. Il est aussi bijoutier et homme politique sénégalais né à Saint-Louis le 9 octobre 1866 et mort en août 1927.

## Biographie

### Horloger-bijoutier
Jean Thiam fait partie de la caste des griots de l'ethnie wolof ; il s'installe sur l'île de Gorée, au large de Dakar, en 1887 et y devient maître horloger-bijoutier.

### Acteur et recruteur de «villages noirs»
En 1899, il est recruté par l'impresario Ferdinand Gravier comme acteur de « village noir », des exhibitions populaires mettant en scène des villages traditionnels des colonies européennes que les Européens viennent observer comme des zoos humains lors des expositions coloniales et internationales. Il y tient le rôle de bijoutier de village sénégalais, et pour ce faire, change son prénom Abdoulaye, de tradition musulmane, pour le prénom de tradition chrétienne Jean (que les journalistes français écriront San, dans un premier temps, en raison de leur mauvaise compréhension de l'accent sénégalais). 
Il devient ensuite recruteur, au Sénégal, d'autres acteurs avec lesquels il met en scène, en France, des « villages noirs » pour Ferdinand Gravier, à partir de 1899, puis pour Jean-Alfred Vigé à partir de 1903, jusqu'en 1910.
Pour ses participations à ces expositions, il reçoit onze médailles, en tant qu'artisan bijoutier, chef de village ou administrateur ; le 14 juillet 1920, il reçoit la croix de chevalier de la Légion d'honneur ; il reçoit également les Palmes académiques, l'Étoile noire du Bénin et la Croix-Rouge d'Espagne.

### Carrière politique
Il devient conseiller municipal de Gorée en 1904,.

### Investissements
Il devient un important propriétaire terrien ; il acquiert notamment à Dakar le terrain sur lequel va s'installer, avenue Blaise Diagne, la célèbre Cour des Orfèvres (autrefois appelée Cour des Maures) où de nombreux commerces de bijouterie se sont installés.
Il crée le club sportif Foyer France-Sénégal, dont l’équipe de football gagnera plusieurs coupes d'Afrique-Occidentale française,.

### Vie privée
Il se marie à Maam Anna Seck.